# オインクゲームズ
株式会社オインクゲームズは、東京都港区南青山のゲームメーカー。主にカードゲームやボードゲームなどのアナログゲームの制作を行う。

## 来歴
2010年5月に設立。
2015年12月11日、ゲームマーケット大賞2015で『海底探検』が大賞を受賞。
2018年12月14日〜28日に東京・西荻窪のMETEORで「オインクゲームズ展」を開催。
2019年5月公開の映画『賭ケグルイ』にてゲーム監修を担当。

## 受賞歴
- 日本ボードゲーム大賞2012 7位入賞 - 『藪の中』[1]
- ゲームマーケット大賞2015大賞 - 『海底探検』[2]
- ゲームマーケット大賞2015二次審査通過 - 『ライツ』
- ゲームマーケット大賞2017一次審査通過 - 『死ぬまでにピラミッド』
- ゲームマーケット大賞2017二次審査通過 - 『インサイダーゲーム』
- ゲームマーケット大賞2018優秀作品 - 『トリックと怪人』
- INDIE STREAM FES 2016 Best of Sound - 『1000m ゾンビエスケープ！』[4]
- Bitsummit2015 ビジュアル・デザイン最優秀賞 - 『伝説の旅団』[5]
- Apple 『BEST OF 2014 今年のベスト』 - 『MUJO』
- Apple 『BEST OF 2015 今年のベスト』 - 『伝説の旅団』[6]
- グッドトイ2018 -『ナインタイル』[7]
- グッドトイ2019 -『トマトマト』[8]

## 作品一覧
このセクションへの出典

### アナログゲーム
- Stray Thief（2010年、佐々木隼作）
- 藪の中（2010年、佐々木隼作） - 芥川龍之介の小説『藪の中』をモチーフにしている。2011年、2021年に新版を発売。
- スタンプス（2011年、ライナー・クニツィア作） - ライナー・クニツィア「モダンアート」のリメイク作。オインクゲームズ、ドロッセルマイヤーズ、ニューゲームズオーダー三社合同の商品。
- エセ芸術家ニューヨークへ行く（2011年、佐々木隼作）
- 卑怯なコウモリ（2012年、新澤大樹作）
- さるやま（2012年、ライナー・クニツィア作）
- dibdib（2012年、佐々木隼作）
- 小早川（2013年、佐々木隼作） - 2018年に新版を発売。
- ダンジョンオブマンダム（2013年、I was game＆Antoine Bauza作） - 2017年に追加要素を加えた『ダンジョンオブマンダムエイト』を発売。
- マスクメン（2014年、新澤大樹＆佐々木隼作）
- 海底探検（2014年、佐々木隼＆佐々木吾朗作） - 2019年にテレビアニメ『ぼくたちは勉強ができない!』とコラボレーションしたパッケージも発売。
- ライツ（2015年） - 2017年に『スタータップス』としてセルフリメイクし、2020年には『ライツスタータップス』として再リメイク。
- トロル（2015年、キムラコウジ作） - ドロッセルマイヤーズ『巨竜の歯みがき』のリメイク作。
- ナインタイル（2015年、ジーン・クラウデ・ペロン作） - 2018年に木製版も販売。また、コラボレーション版各種が発売されている[注 1]。
- 死ぬまでにピラミッド（2016年、佐々木隼作）
- インサイダーゲーム（2016年、team Insiderrrr作）
- Twins（2016年、ライナー・クニツィア作） - ライナー・クニツィアによる同名の作品をリメイク。
- トリックと怪人（2017年、齋藤隆作） - Brain Brain Gamesによる同名の作品をリメイク。
- トロイカ（2017年、佐々木隼作）
- ゾーゲン（2018年、クリシュトフ・カンツラー＆アンヤ・レード作）
- トマトマト（2018年、加藤大晴作） - 2023年にはアニメ映画『ミニオンズ』を題材としたバージョン『ミニミニオン』が日本国内のみで発売。
- ふくろと金貨（2018年、佐々木隼＆篠原良英作）
- フロッサム・ファイト（2018年、丸田公将作） - 株式会社ケンビル『バイバイレミング』のリメイク作。
- VOID（2018年、佐々木隼作） - 「これはゲームなのか？」展用に制作された作品。
- がんめんマン（2018年12月、佐々木隼作）
- ナインタイルパニック（2019年、ジーン・クラウデ・ペロン＆ジェンス・メルクル作）
- デュアルクラッシュポーカー（2019年5月、松下剛＆岩倉達哉作） - 映画『賭ケグルイ』で使用されたゲーム。
- ファフニル（2019年、佐々木隼作）
- インサイダーゲーム ブラック（2020年、team Insiderrrr作）
- 忍者猫足の隠密大作戦（2020年、佐々木隼作）
- ドリアン（2020年、上杉真人作）
- ヘイヨー（2020年、齋藤隆作）
- ドコジャン（2021年、佐々木隼&椎名隼也(Xaquinel)作）
- 月面探険（2021年、佐々木隼作） - 漫画『宇宙兄弟』とコラボレーションしたバージョンも発売。
- SCOUT（2021年、梶野桂作）
- サンリオキャラクターズ スピードウルフ（2021年、クリシュトフ・カンツラー＆アンヤ・レード作）
- すりかえダイヤ（2021年、佐々木隼作）
- タイガー&ドラゴン（2021年、橋本淳志作） - 石川県発祥の伝統的なボードゲーム「ごいた」を基にアレンジを加えたもの。
- タウンロクロク（2022年、佐々木隼作）
- 注文の多すぎるゲーム カフェ（2022年、佐々木隼作）
- カンケリ専用カンセット（2022年） - 一般社団法人鬼ごっこ協会監修による缶けり用具セット。
- テキパキもぎもぎ（2022年、ましう作）
- まちがいさがし開発課（2022年、原案：大野森太郎、ゲームデザイン：ボドゲイム）
- ナインタイルエクストリーム（2023年、Jean-Claude Pellin & Jens Merkl作） - 『ナインタイル』の上級版。
- クジラオルカ（2023年、佐々木隼 & Bruno Faidutti作）
- Town 77（2023年、Christoph Cantzler & Anja Wrede作） - 日本国内未発売。
- いかだの5人（2023年、佐々木隼 & ましう作）
- ヒュードロドロップ（2023年、Paul Schulz作）

### コンピュータゲーム
- MUJO（2014年、iOS, Android, Nintendo Switch）
- OYLM（2015年、iOS）
- 伝説の旅団（2015年、iOS）
- Boopees（2016年、iOS）
- 1000m ゾンビエスケープ!（2016年、iOS, ニンテンドー3DS）
- タケシとヒロシ（2019年、iOS, Android, Nintendo Switch）
- とらきちのトラキッチン（2021年、Nintendo Switch, iOS）
- レッツプレイ!オインクゲームズ（2021年、Nintendo Switch, Steam, iOS, Android）
- サフォと月の戦士ら（発売時期未定、Nintendo Switch, Steam）

### その他
- 実用書『人との会話がはずむ カードゲームの本』 ゲーム監修 （2014年5月）
- 実用書『勉強が楽しくなる カードゲームの本』 ゲーム監修 （2014年5月）
- 映画『賭ケグルイ』ゲーム監修 （2019年5月）